# Олігодон мінливий
Олігодон мінливий (Oligodon taeniolatus) — неотруйна змія з роду олігодонів родини Вужеві. Має 2 підвиди.

## Опис
Загальна довжина досягає 55—65 см. Голова дуже слабко відмежована від шиї. Масивний потовщений міжщелепний щиток добре пристосований до риття щільного ґрунту. Міжщелепний щиток помітно вдирається поміж міжносовими щитками. Є 1 передочний щиток, заочноямкових — 2—3. Ніздря прорізана між двома носовими щитками. Навколо середини тулуба є 15—17 лусок. Черевних щитків у самців — 190-201, у самок — 203-218. Підхвостових щитків у самців —50-56 пар, у самок — 29-51 пара. Очі маленькі. Хвіст короткий.
Верхня сторона тулуба забарвлена у тілесний рожево-жовтий колір. По тулубу проходять коричневі поперечні смуги й плями. Малюнок дуже сильно змінюється. У деяких особин уздовж тулуба проходять 4 світлі поздовжні смуги. Зустрічаються особини, у яких малюнок взагалі не виражений. На верхній поверхні голови тягнуться 3 темні поперечні смужки, під оком також розташована темна смужка або цятка. Черево світле, без плям. 

## Спосіб життя
Полюбляє гори, передгірні рівнині, дотримується відкритих ділянок гір в ущелинах, по дну яких протікають річки. Зустрічається на висоті 500-700 м над рівнем моря. Веде потайний спосіб життя. Ховається під великими каміннями, де зберігається хоча б мінімальну кількість вологи, а на поверхні ґрунту практично не зустрічається. Має добре виражені риючі здібності. Активна в сутінках та вночі. Харчується дрібними ящірками та яйцями плазунів. З'являється із зимівлі наприкінці квітня. 
Це яйцекладна змія. Стає статевозрілою у 2-3 роки. Самиці в червні відкладають 1-2 яйця. 

## Розповсюдження
Мешкає від Шрі-Ланки, Індії, Бангладешу до північно-західного Афганістану, Пакистану, східного Ірану і південного Туркменістану. Зустрічається у Непалі та М'янмі.

## Підвиди
- Oligodon taeniolatus fasciatus
- Oligodon taeniolatus taeniolatus